# Liste der Kulturdenkmale im Concelho Melgaço
In der Liste der Kulturdenkmale im Concelho Melgaço sind alle Kulturdenkmale des portugiesischen Kreises Melgaço aufgeführt.

## Kulturdenkmale nach Freguesia

### Castro Laboreiro
|   | Offizielle Bezeichnung                                                                                      | Beschreibung | Kategorie          | Stufe | Jahr | Bild |
| - | --- | ------------ | ------------------ | ----- | ---- | ---- |
| 1 | Castelo de Castro Laboreiro (oder Castelo de Castro Laboredo)                                               |              | Militärarchitektur | MN    | 1944 |      |
| 2 | Ponte Nova da Cava da Velha                                                                                 |              | Zivilarchitektur   | MN    | 1986 |      |
| 3 | Igreja de Santa Maria da Visitação (oder Igreja Matriz de Castro Laboreiro)                                 |              | Sakralarchitektur  | IIP   | 1993 |      |
| 4 | Ponte de Varziela                                                                                           |              | Zivilarchitektur   | IIP   | 1986 |      |
| 5 | Ensemble Ponte de Assureira (oder Ponte de São Brás), Capela de São Brás und Wassermühle östlich der Brücke |              | Zivilarchitektur   | IIP   | 1992 |      |
| 6 | Pelourinho de Castro Laboreiro                                                                              |              | Zivilarchitektur   | IIP   | 1933 |      |
| 7 | Ponte das Caínheiras                                                                                        |              | Zivilarchitektur   | IIP   | 1986 |      |
| 8 | Ponte de Dorna                                                                                              |              | Zivilarchitektur   | IIP   | 1986 |      |
| 9 | Ensemble aus Monumentos Megalíticos und Arte Rupestre do Planalto de Castro Laboreiro                       |              | Bodendenkmal       | VC    | 2009 |      |

### Cristoval
|    | Offizielle Bezeichnung   | Beschreibung | Kategorie         | Stufe | Jahr | Bild |
| -- | ------------------------ | ------------ | ----------------- | ----- | ---- | ---- |
| 10 | Cruzeiro de São Gregório |              | Sakralarchitektur | MN    | 1910 |      |

### Fiães
|    | Offizielle Bezeichnung                         | Beschreibung | Kategorie         | Stufe | Jahr | Bild |
| -- | ---------------------------------------------- | ------------ | ----------------- | ----- | ---- | ---- |
| 11 | Igreja de Fiães (und Reste des alten Klosters) |              | Sakralarchitektur | MN    | 1977 |      |

### Paderne
|    | Offizielle Bezeichnung                                     | Beschreibung | Kategorie         | Stufe | Jahr | Bild |
| -- | ---------------------------------------------------------- | ------------ | ----------------- | ----- | ---- | ---- |
| 12 | Igreja de Paderne (oder Igreja de São Salvador de Paderne) |              | Sakralarchitektur | MN    | 1910 |      |
| 13 | Castro de Melgaço (oder Castro da Cividade de Paderne)     |              | Bodendenkmal      | MN    | 1910 |      |
| 14 | Convento de Paderne                                        |              | Sakralarchitektur | IIP   | 1977 |      |
| 15 | Parque Termal do Peso                                      |              | Zivilarchitektur  | VC    | 2004 |      |

### Vila
|    | Offizielle Bezeichnung                                       | Beschreibung | Kategorie          | Stufe     | Jahr | Bild |
| -- | ------------------------------------------------------------ | ------------ | ------------------ | --------- | ---- | ---- |
| 16 | Castelo de Melgaço                                           |              | Militärarchitektur | MN        | 1910 |      |
| 17 | Muralha de Melgaço                                           |              | Militärarchitektur | MN        | 1926 |      |
| 18 | Capela de Nossa Senhora da Orada                             |              | Sakralarchitektur  | MN        | 1910 |      |
| 19 | Cruzeiro de São Julião                                       |              | Sakralarchitektur  | MN        | 1926 |      |
| 20 | Capela de Santo Cristo de Carvalho Lobo und Kreuz            |              | Sakralarchitektur  | VC-IIM    |      |      |
| 21 | Capela de São Julião                                         |              | Sakralarchitektur  | IIP       | 1986 |      |
| 22 | Casa da Quinta da Calçada                                    |              | Zivilarchitektur   | IIP       | 1986 |      |
| 23 | Solar de Galvão                                              |              | Zivilarchitektur   | IIM       | 2003 |      |
| 24 | Cadeia Comarcã de Melgaço (jetzt Casa da Cultura de Melgaço) |              | Zivilarchitektur   | Encerrado | 2008 |      |
| 25 | Centro de Saúde de Melgaço                                   |              | Zivilarchitektur   | Encerrado | 2009 |      |

Legende: PM – Welterbe; MN – Monumento Nacional; IIP – Imóvel de Interesse Público; IIM – Imóvel de Interesse Municipal; VC – Klassifizierung läuft